# Ebu Sehil Nu'man Efendi
Ebu Sehil Nu'man Efendi (* um 1700 in Eğin; † nach 1750 in Manisa) war ein osmanischer Molla („Rechtskundiger“, „Notar“) und schrieb über seine Tätigkeiten die dreiteilige Chronik Tedbîrât-i Pesendîde (dt. „Treffliche Maßnahmen“).

## Leben
Nu'man, genannt Ebu Sehil (zum Titel Efendi siehe dort), wurde in Eğin, heute nach Kemal Atatürk Kemâliye benannt, um das Jahr 1700 geboren. Angaben zu seinem Leben sind nur aus seiner Chronik zu erfahren, über Geburt und Tod wird darin nichts Genaues berichtet. Als er fünf Jahre alt war, starb sein Vater; seine Mutter 'Ayişe, die Tochter eines Gelehrten, übernahm seine Erziehung. In der Stadt Divriği, wo schon sein Bruder Mehmed studierte, lernte er Literatur und Logik, in Diyarbakır Theologie, Jurisprudenz und Geometrie.
Ende des Jahres 1138 d.H. nach islamischer Zeitrechnung (1726 n. Chr.) erbat er vom Şeyh ül-islâm Fâzıl 'Abdullah Efendi einen Posten in Diyarbakır, bekam aber nur eine Stelle als Mülazim (Richteranwärter) in Istanbul angeboten. Er ging als Mufti (Rechtsgutachter) in das zu dieser Zeit osmanische Täbris und blieb dort bis 1148 d.H. (1735 n. Chr.). Nach einem Aufenthalt in Kefe kam er nach Ungarn, wo er an einer gemischten habsburgisch-osmanischen Grenzscheidungskommission als Molla („Notar“) teilnahm.
In der gleichen Position war er in Tokat und wurde dann am letzten Tag des Şa'ban 1155 d.H. (am 29. Oktober 1742 n. Chr.) zum Professor an einer Medrese (islamische Hochschule) ernannt. Die nächsten Wirkungsorte waren Izmir, die Inseln Andros und Zypern, sowie Birgi (in der Westtürkei). Im Jahre 1160 d.H. (1747 n. Chr.) wurde er kazı'asker (Heeresrichter) bei der Großbotschaft des Ahmed Efendi, der zum persischen König Nadir Schah nach dem Friedensschluss unterwegs war. Als Richter in Manisa in Westanatolien, seinem letzten Amtsplatz, dürfte er gestorben sein.

## Die Chronik
Im ersten Teil des Werkes beschreibt Ebu Sehil seine Zeit in Täbris, wo er als Mufti tätig war. Er war dort nicht glücklich, weil er nach seinen Worten unter „allerlei Krankheiten und Kümmernissen“, unter anderem dem Rotlauf, litt. Darum wechselte er an den Hof des Mengli Giray in Kefe auf der Krim, wo er Lagerrichter (ordu kadısı) wurde.
Der sehr ausführliche zweite Teil berichtet über seine Tätigkeit als Molla (Notar und Berater) bei einer Grenzscheidungskommission in Ungarn. Nach dem für das Habsburgerreich ungünstig verlaufenen Krieg 1736–1739 kam es zum Frieden von Belgrad, in dem Kaiser Karl VI. auf fast alle durch Prinz Eugen von Savoyen eroberten Gebiete verzichten musste. Zur Festlegung der neuen Grenze wurde die oben genannte Kommission eingesetzt. Für die Kaiserlichen war Generalmajor Freiherr von Engelshofen, für die Osmanen der Mevkufatî (Chef der Konfiskalienkanzlei) und spätere Großwesir Mehmed Efendi tätig. Ebu Sehil sollte auf Grund seiner juristischen und geometrischen Kenntnisse als Berater Mehmed Efendis und Ausfertiger der Grenzurkunden wirken. Detailliert beschreibt er die Intrigen, Streitfälle und Probleme durch das Einwirken der großen politischen Ereignisse auf die Arbeit der Grenzkommission. Stolz berichtet er über seine Kniffe, in ausweglosen Fällen Abhilfe – oft gegen die Meinung der beiden Vorgesetzten – ermöglicht zu haben.
„Eine Bedingung kann doch eine andere Bedingung nicht aufheben, ohne dass dies ausdrücklich erklärt wird. Ganz unmöglich aber ist es, dass eine Bedingung ein international anerkanntes Gesetz umwirft, solange nicht ausdrücklich erklärt und zur Bedingung gemacht wird, dass dieses Gesetz hier nicht zu beachten sei. Wenn über ein Gesetz nichts gesagt wird, so heißt das, dass es zu beachten ist.“ (Aus seinem Streitgespräch mit General von Engelshofen über die Insel vor Belgrad)
Der dritte Teil der Chronik befasst sich mit Ebu Sehils Reise als kazı asker zum persischen Schah im Gefolge des Großbotschafters Ahmed Efendi. Nach den Erfolgen Nadir-Şahs in seinen Kriegen gegen die Osmanen war diese Großbotschaft zur Festigung des Friedensschlusses vereinbart worden. Mit diesem Bericht schließt Ebu Sehil sein Werk.